# Rolf Andree
Rolf Andree (* 13. August 1928 in Mülheim an der Ruhr; † 1993) war ein deutscher Kunsthistoriker.

## Leben
Rolf Andree, Sohn der Eheleute Emil und Elly Andree, geborene Nordhoff, besuchte bis 1950 das Realgymnasium in Dinslaken und anschließend das Robert-Schumann-Konservatorium in Düsseldorf. Ab Sommer 1952 studierte er Kunstgeschichte an den Universitäten von Köln und München sowie seit dem Wintersemester 1958/1959 an der Freien Universität Berlin. In Berlin promovierte er 1960 mit einer Arbeit über Arnold Böcklin zum Dr. phil. Einen Namen machte er sich durch mehrere Veröffentlichungen über diesen Maler. 1971 und 1974 kuratierte er Böcklin-Ausstellungen in London und in Düsseldorf. Auch verfasste er Kataloge zu Beständen der Malerei des 19. Jahrhunderts im Wallraf-Richartz-Museum sowie im Kunstmuseum Düsseldorf am Ehrenhof. In Letzterem wirkte er von 1965 bis 1991 als Kustos der Gemäldegalerie. Das Deutsche Kunstarchiv im Germanischen Nationalmuseum verwahrt ein von Andree zusammengetragenes Konvolut von Materialien aus den Jahren 1950 bis 1993 (Schriftstücke, Fotografien, Vorarbeiten zu Veröffentlichungen, Gutachten zu Bildern, unter anderem Böcklin betreffend).

## Veröffentlichungen (Auswahl)
- Nachlese der Ausstellung Kölner Maler der Spätgotik. Dumont Schauberg, Köln 1961.
- Arnold Böcklin. Beiträge zur Analyse seiner Bildgestaltung. Dissertation Freie Universität Berlin, 1960, Triltsch Verlag, Düsseldorf 1962.
- Die Fresken Steinles im ersten Wallraf-Richartz-Museum. 1963.
- mit Gert von der Osten und Horst Keller (Hrsg.): Katalog des Wallraf-Richartz-Museums. Katalog der Gemälde des 19. Jahrhunderts im Wallraf-Richartz-Museum. Köln 1964.
- Max Slevogt: Goethes Faust, 2. Teil. Zeichnungen und Lithographien. 1965.
- Avantgarde gestern. Das junge Rheinland und seine Freunde 1919–1929. Ausstellungskatalog, Kunsthalle Düsseldorf, Düsseldorf 1970.
- mit Ute Ricke-Immel und Wend von Kalnein (Hrsg.): The Hudson and the Rhine. Die amerikanische Malerkolonie in Düsseldorf im 19. Jahrhundert. Ausstellungskatalog, Düsseldorf 1976.
- Arnold Böcklin. Die Gemälde. Reinhardt, Basel 1977, ISBN 3-7245-0404-7.
- Arnold Böcklin (= Œuvrekataloge Schweizer Künstler, 6). Basel/München 1977.
- mit Irene Markowitz: Die Düsseldorfer Malerschule (= Bildhefte des Kunstmuseums Düsseldorf, 4). Düsseldorf 1977 [1967].
- Katalog. In: Wend von Kalnein: Die Düsseldorfer Malerschule. Verlag Philipp von Zabern, Mainz 1979, ISBN  3-8053-0409-9.
- Landschaftsmalerei von der späten Romantik bis zur Jahrhundertwende. In: Eduard Trier, Willy Weyres (Hrsg.): Kunst des 19. Jahrhunderts im Rheinland. Band 3: Malerei. Düsseldorf 1979.
- Die Gemälde des 19. Jahrhunderts mit Ausnahme der Düsseldorfer Schule. Verlag Philipp vom Zabern, Mainz 1981 [1968].
- Alte Kunst 19. Jahrhundert. In: Kunstmuseum Düsseldorf. Führer durch die Sammlungen. Düsseldorf 1985.
- 20. Jahrhundert: Gemälde, Skulpturen, Objekte. In: Kunstmuseum Düsseldorf. Führer durch die Sammlungen. Düsseldorf 1986.
- Im Lichte des Nordens. Skandinavische Malerei um die Jahrhundertwende. Ausstellungskatalog, Düsseldorf 1986.
- Arnold Böcklin und Düsseldorf. In: Heinz Althöfer: Das 19. Jahrhundert und die Restaurierung. Beiträge zur Malerei, Maltechnik und Konservierung. München 1987.